# Psiloglonium chambianum
Psiloglonium chambianum är en svampart som först beskrevs av A.L. Guyot, och fick sitt nu gällande namn av E. Boehm & C.L. Schoch 2009. Psiloglonium chambianum ingår i släktet Psiloglonium och familjen Hysteriaceae.   Inga underarter finns listade i Catalogue of Life.